# A.C. Feralpi Lonato
Associazione Calcio Feralpi Lonato là một câu lạc bộ bóng đá Ý có trụ sở tại Lonato del Garda, Lombardy, nhưng thi đấu ở Desenzano del Garda, Lombardy. Màu sắc của đội là trắng và xanh lá cây.
Vào mùa hè năm 2009, câu lạc bộ sáp nhập với AC Salò của Salò, tạo hành Feralpisalò.

## Lịch sử
Câu lạc bộ được thành lập vào mùa hè năm 1980, với tên gọi là AC Lonato và được đổi tên vào năm 1985, từ sự hợp nhất giữa hai câu lạc bộ của thành phố:
- AC Feralpi Lonato, vừa được thăng hạng ở Serie D và được thành lập vào năm 1963 với tên AC Pejo Lonato, trở thành AC Lonato vào năm 1969 và được đổi tên vào năm 1973
- AS Lonato, từ Terza Cargetoria.

Nó chơi ở Serie D cho đến năm 1982, trước khi xuống hạng đến Promozione và chỉ trở lại vào năm 2007 khi giành chiến thắng Eccellenza Lombardy, trong hai năm trước khi sáp nhập với AC Salò.